# Théo William
Pas d'image ? Cliquez ici

a Compétitions nationales et continentales officielles uniquement.

b Matchs officiels uniquement.
Dernière mise à jour le 27 décembre 2024.
Théo William, né le 4 juillet 2000 à Bourgoin-Jallieu (Isère), est un joueur français de rugby à XV qui joue aux postes de troisième ligne aile ou de deuxième ligne au Lyon OU.

## Biographie

### Carrière en club
Théo William naît à Bourgoin-Jallieu et est formé au CS Bourgoin-Jallieu au poste de troisième ligne,, avant de rejoindre le Lyon OU. Il fait ses débuts en professionnel le 24 octobre 2020 contre le Stade toulousain, en remplaçant Alex Tulou à vingt minutes du terme de la rencontre. Au cours de ce match, il reçoit un carton jaune à une minute de la fin. 
Il est titularisé pour la première fois le 8 novembre 2020 contre Agen. 
Il est prêté à l'US bressane en qualité de joker médical en 2021. Pour son premier match de Pro D2, il marque un essai face au FC Grenoble. Après un match nul contre Provence Rugby, il fait partie de l'équipe de la semaine dans les colonnes du Midi olympique. 
En janvier 2022, après seulement deux matchs dans l'Ain, il est rappelé par le LOU pour pallier les blessures de Killian Geraci et de Mathieu Bastareaud, ainsi que le départ en équipe de France de Dylan Cretin. Il fait tout de même son retour au club en février après avoir joué un match avec le LOU. 
Le 10 décembre 2022, William dispute son premier match de Champions Cup sur le terrain des Bulls. 

### Carrière internationale
Le 6 mars 2020, il dispute son premier match du Tournoi des Six Nations des moins de 20 ans face à l'Écosse, en entrant en jeu à la place de Matthias Haddad à treize minutes de la fin du match (victoire 22-29).  

## Palmarès
- Finaliste de la Challenge Cup en 2025 avec le Lyon OU.